# Hiallum richardsoni
Hiallum richardsoni är en kräftdjursart som beskrevs av Paulian de Felice 1945. Hiallum richardsoni ingår i släktet Hiallum och familjen Eubelidae. Inga underarter finns listade i Catalogue of Life.